# Gåshirs
Gåshirs (Eleusine indica) är en gräsart som först beskrevs av Carl von Linné, och fick sitt nu gällande namn av Joseph Gaertner. Enligt Catalogue of Life ingår Gåshirs i släktet gåshirser och familjen gräs, men enligt Dyntaxa är tillhörigheten istället släktet gåshirser och familjen gräs. IUCN kategoriserar arten globalt som livskraftig. Arten förekommer tillfälligt i Sverige, men reproducerar sig inte. Inga underarter finns listade i Catalogue of Life.

## Bildgalleri

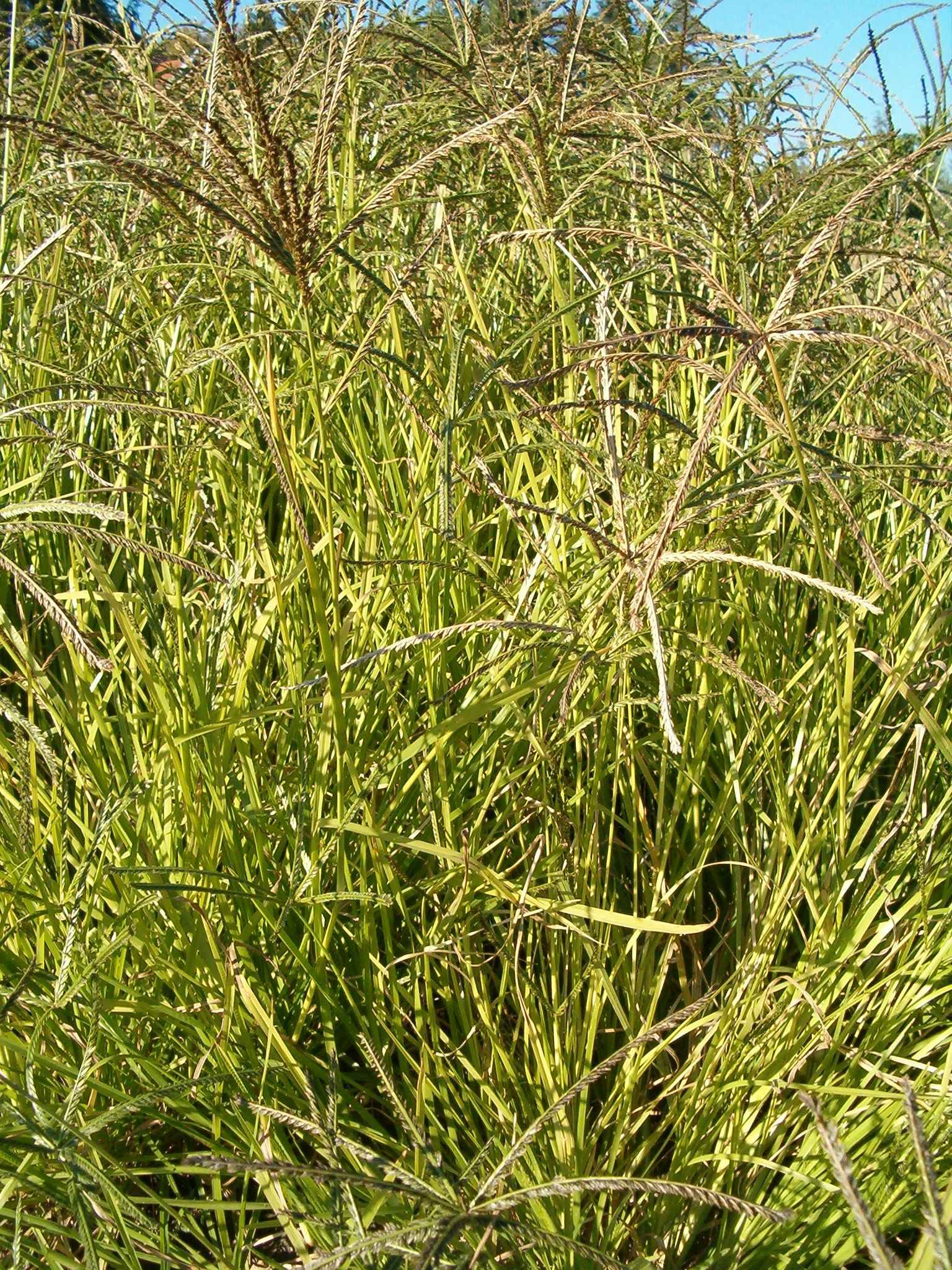
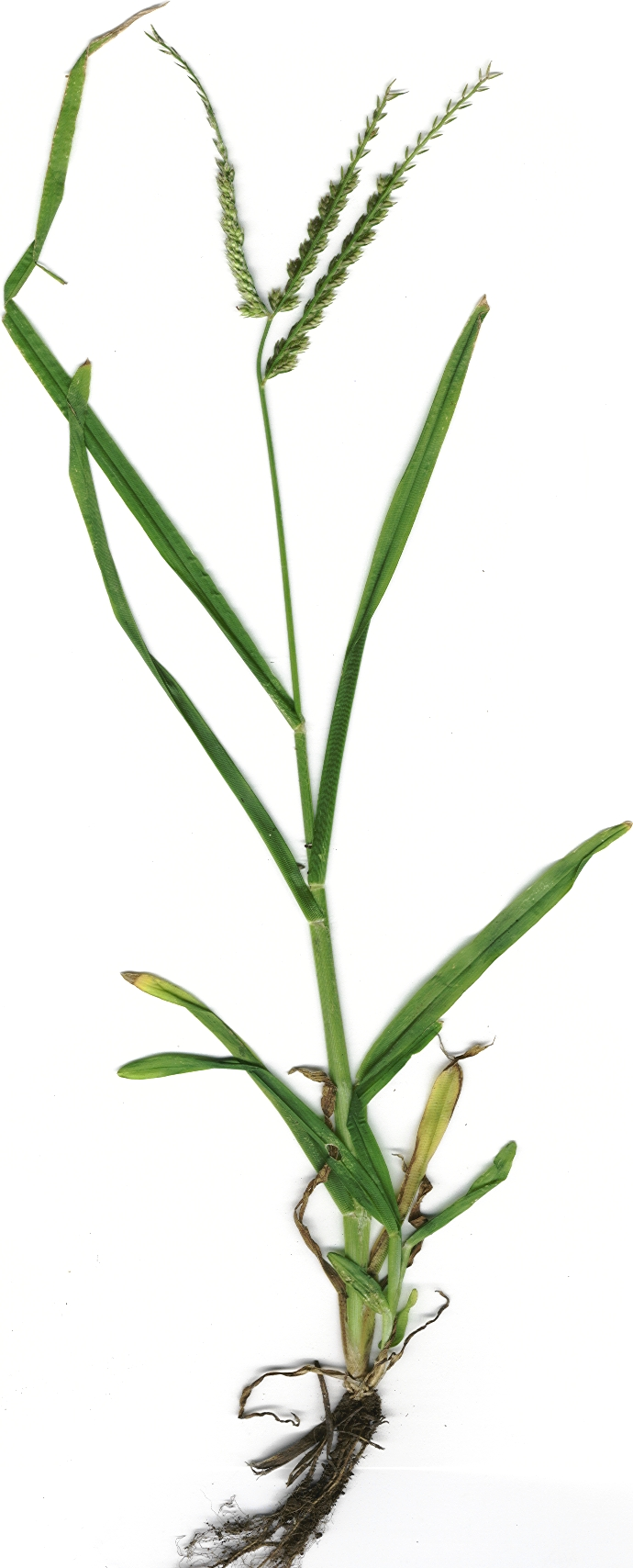
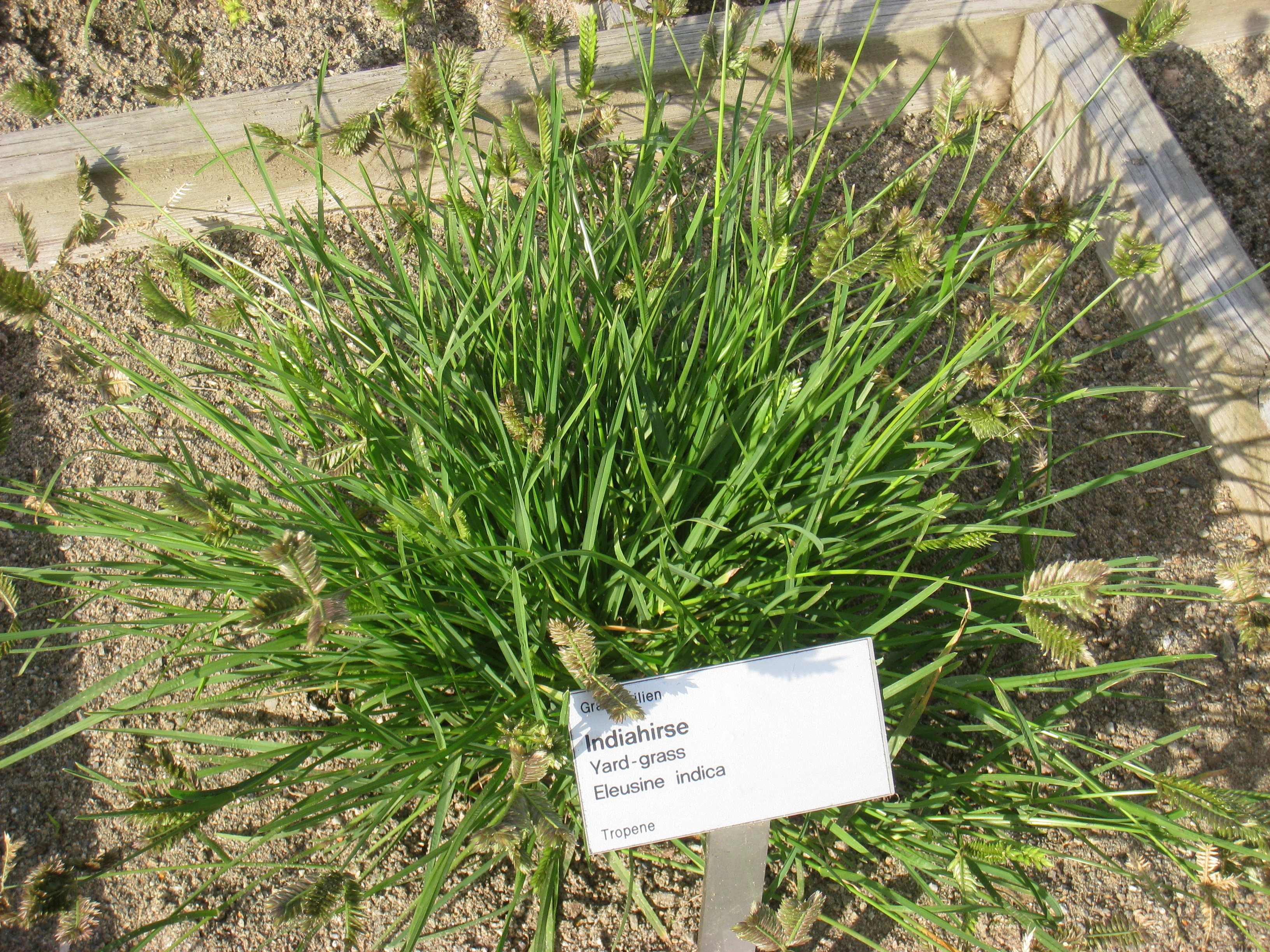
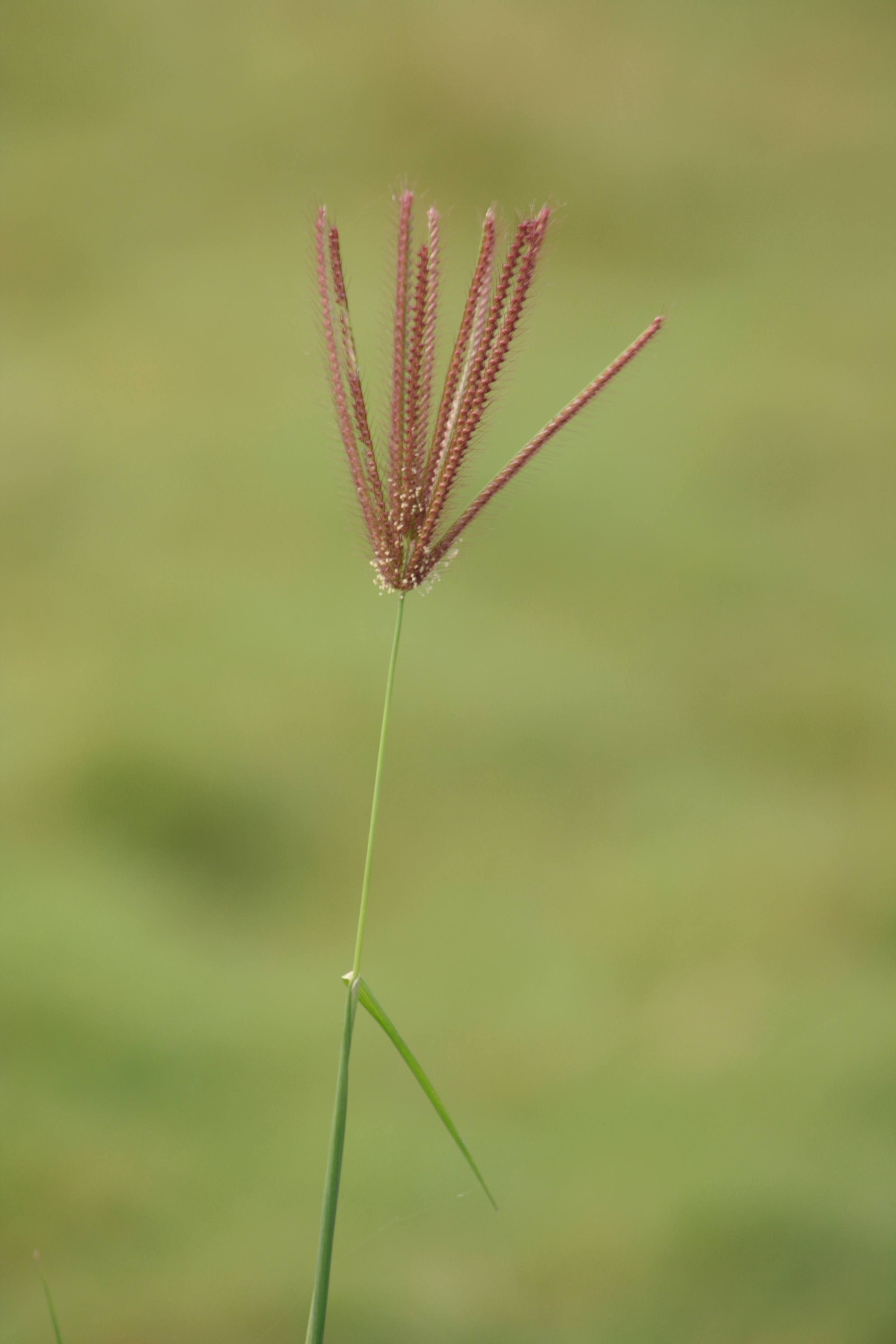
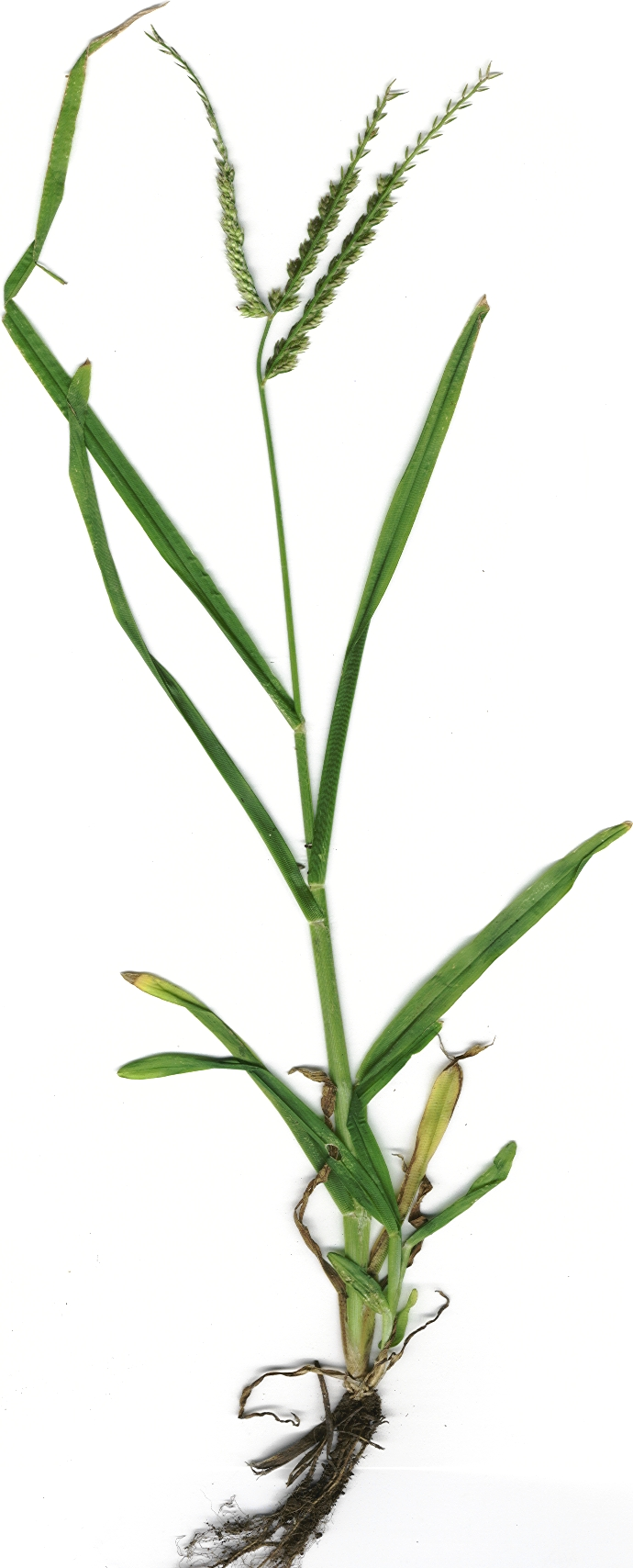
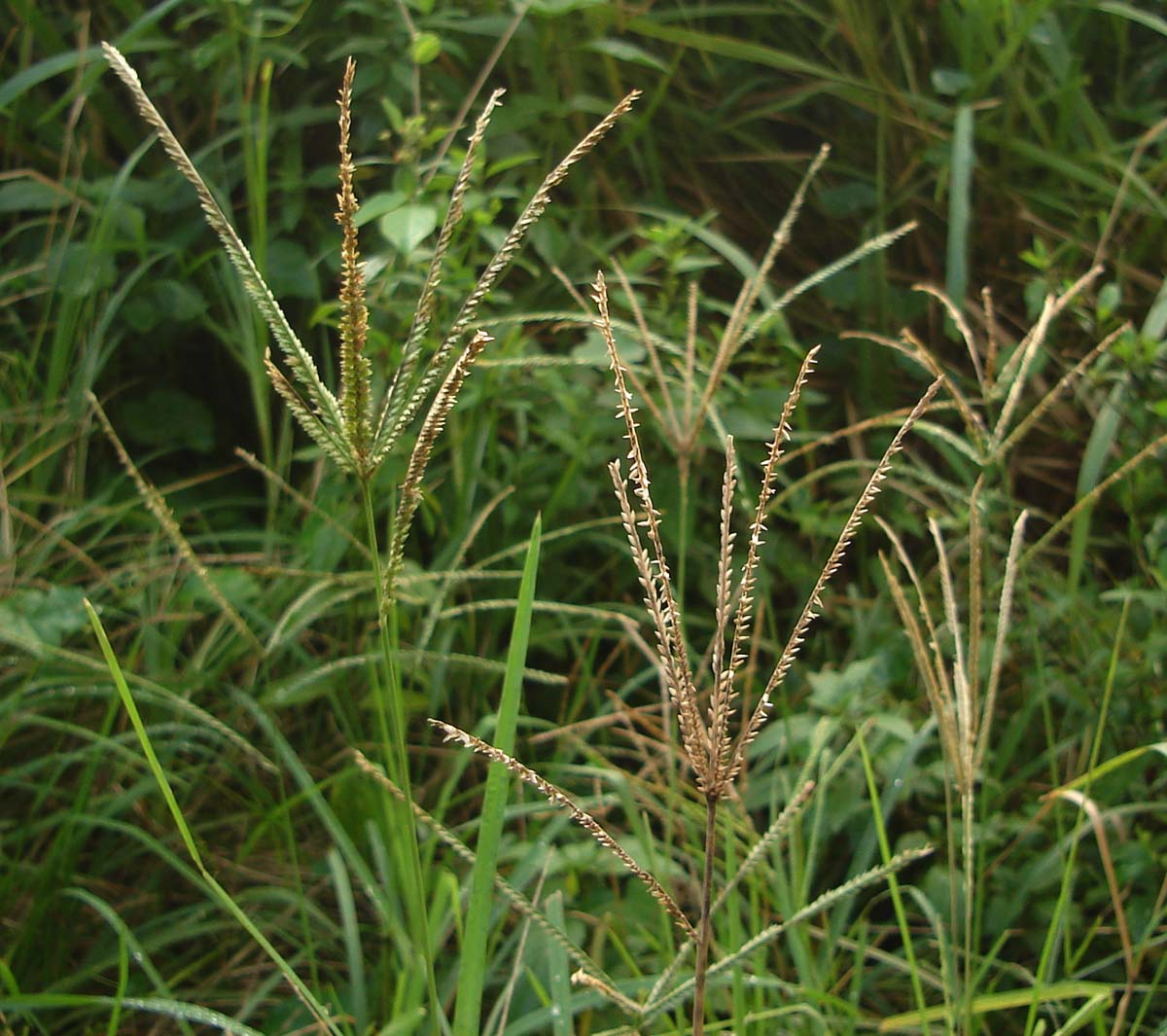